# Herbern (Adelsgeschlecht)

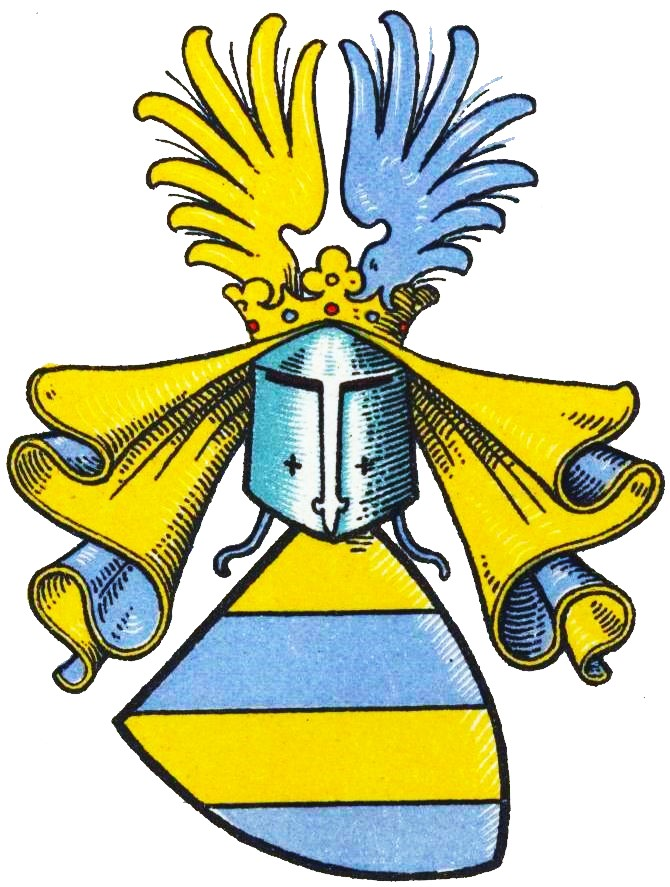
Wappen derer von Herbern im Wappenbuch des Westfälischen Adels

Herbern (auch Herrenburne, Herborne, Herberen, Herbern gen. Krakerügge o. ä.) ist der Name eines erloschenen westfälischen Adelsgeschlechts im Münsterland.

## Geschichte
Der Stammsitz der Familie war das sogenannte Geisthaus bei Herbern. Aus dem Geschlecht, das namensgebend für Ort und Wappen von Herbern war, ging als Zweig auch das Adelsgeschlecht derer von Krakerügge hervor.
Die Herbern waren als Lehensträger der Grafen von Limburg begütert. Der Zweig zu Werries stellte um 1270 bis circa 1400 Ritter und Burgmannen zu Mark (Kreis Hamm).

## Besitz
Zu den Lehnsgütern zählten u. a. schon ab ca. 1300 Haus Itlingen und das nördlich der Lippe gelegene Rittergut Oberwerries. Im Jahr 1284 wurde eine Burg als Vorgängerbau des Schloss Oberwerries im Lehnsregister der Grafen von Limburg-Styrum erwähnt. Dietrich von Limburg belehnte in diesem Jahr Engelbert von Herbern mit den Lehnsgütern zu Werries. Für die Zeit um 1400 findet sich ein Conrad von Herbern als Inhaber des Lehens. Nach dem Tode Hermanns, des letzten männlichen Namensträgers derer von Herbern zu Oberwerries, verkaufte dessen Mutter Oberwerries 1464 an Gerd von Beverförde aus der niederländischen Provinz Overijssel.
Der Zweig Krakkerügge besaß von circa 1400 bis 1568 das Rittergut Brügge bei Arup (nahe der Ortschaft Herbern). Die Familie von Herbern kommt laut Albert Ludorff noch um 1535, nach Spießen noch 1574 vor. Die Krakerügge bestanden noch 1662 und ließen bald darauf den Adel fallen.

## Persönlichkeiten (Auswahl)
- Engelbert von Herbern (* ca. 1200), urk. 1223 als miles de Herrenburne
  - Conrad von Herbern (* ca. 1240), urk. 1270–1300, Burgmann zu Mark; ⚭ Margareta NN
    - Engelbert von Herbern (* ca. 1270), belehnt 1284, urk. bis 1318 als Ritter zu Werries, Burgmann zu Mark; ⚭ Cunigunde NN (* um 1280)[2]
      - Gert von Herbern (ca. 1310–1400), urk. 1342–87 als Ritter zu Werries; ⚭ Grete von Münster a.d.H. Meinhövel (* 1320 zu Botzlar, Tochter des Hermann von Münster (1298–1340) und der Elsabe von Lüdinghausen (* 1300))
        - Conrad von Herbern zu Oberwerries (1335–1417), 1358 Burgmann zu Mark (Kr. Hamm)
          - Hermann von Herbern zu Oberwerries (* 1360); ⚭ (I) Gertrude N.N. (* ca. 1365, urk. 1420); ⚭ (II?) Kerstina N.N.[3]
            - Heinrich von Herbern, erwähnt am 23. März 1455
            - Engelbert von Herbern zu Geisthaus, Domherr zu Münster 1450 bis 1455[4]; war vor dem 6. Juli 1450 in der Grafschaft Ravensberg gefangen genommen worden[5]
            - Gert von Herbern (* um 1385; † nach 1425), urk. 1419–25, Ritter zu Werries; ⚭ Yutta N.N. (lebt 1464)
              - (?) Hermann von Herbern (* um 1410; † um 1464), letzter männlicher Namensträger der Linie Oberwerries, seine Mutter verkaufte Oberwerries mit Bauerngütern in Hövel, Heessen und Herbern 1464 an Gerd von Beverförde; ⚭ Katharina von Westphalen (* ca. 1415, Tochter v. Lubbert II. dem Reichen von Westphalen, * um 1345 Herford)
                - Adelheid von Herbern (* um 1435); ⚭ Heinrich von Stapel[6]
- Adrian von Herberen zu Itlingen (lebt 1502); ⚭ 5. Januar 1492 Anna, Tochter des Albert von dem Bussche (1427–1475; Gattin Gertrud von Langen[7] † 1488). Anna bringt in die Ehe ihr väterliches und mütterliches Erbe ein, auch was ihr aufgrund des Todes ihres 1487 verstorbenen Bruders Ernst von dem Busche zugefallen ist.[8]
  - (?) Heinrich von Herbern zu Itlingen, 1535 im Belagerungsheer vor Münster.[1]
    - Mechtel; ⚭ ca. 1540 Jürgen von Nagel zu Königsbrück

## Wappen
Blasonierung: Schild viermal blau und gelb schrägrechts gestreift. Auf dem gekrönten Helm mit blau-goldenen Helmdecken ein offener, rechts goldener und links blauer Flug.
Der Zweig Krakkerügge führte zusätzlich einen goldenen Stern im Wappen.

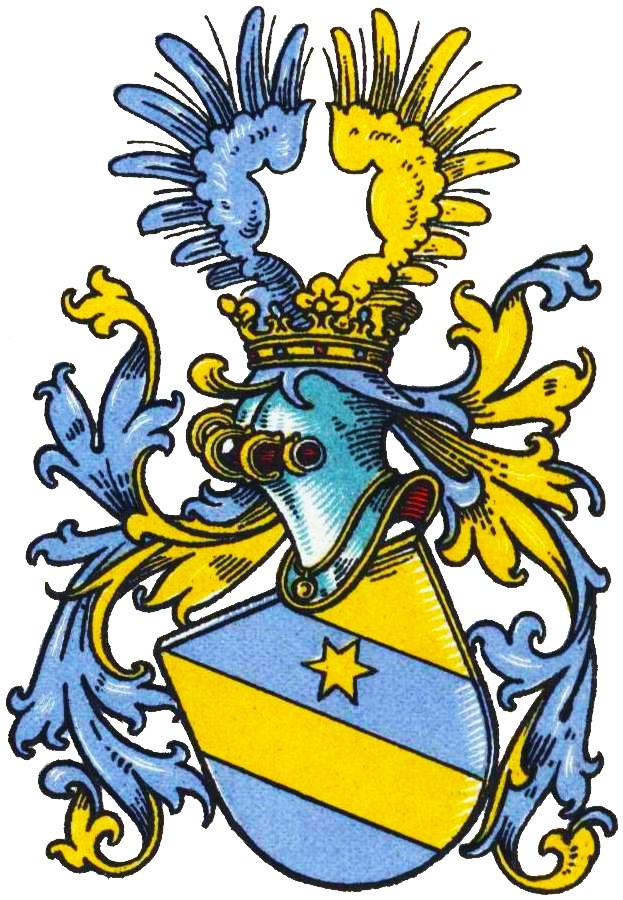
Wappen derer von Herbern genannt Krakerügge
Ortswappen Herbern
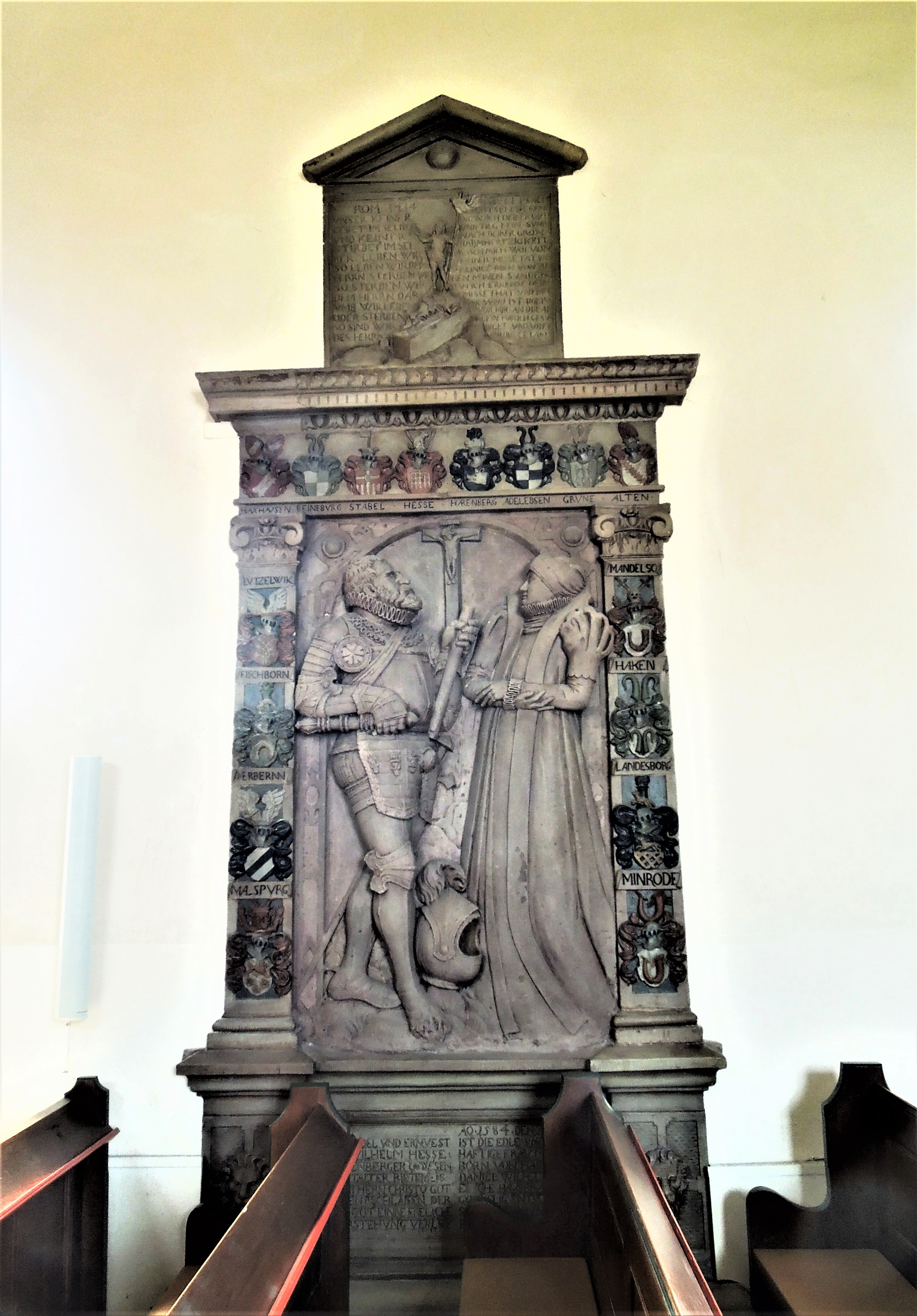
Wappen derer von Herbern auf dem Epitaph des Daniel Wilhelm Hess in der Kirche Wichdorf, um 1584